# Прокопенко Олександр Тимофійович
Олександр Тимофійович Прокопенко (біл. Аляксандр Цімафеевіч Пракапенка, 16 листопада 1953, Бобруйськ — 29 березня 1989, Мінськ) — білоруський радянський футболіст, півзахисник. Майстер спорту міжнародного класу (1980), Майстер спорту СРСР (1979).
Насамперед відомий виступами за «Динамо» (Мінськ), а також національну збірну СРСР.

## Клубна кар'єра
У дорослому футболі дебютував 1973 року виступами за «Динамо» (Мінськ), в якому провів понад десять сезонів, взявши участь у 309 матчах чемпіонату. Більшість часу, проведеного у складі мінського «Динамо», був основним гравцем команди. 1983 року був відрахований з команди через систематичне порушення режиму.
1984 року був відправлений в лікувально-трудовий профілакторій, де провів цілий рік.
Протягом 1986 року захищав кольори команди «Дніпро» (Могильов).
Завершив професійну ігрову кар'єру у клубі «Нефтчі», за який виступав протягом 1987 року.
Помер 29 березня 1989 року на 36-му році життя у місті Мінськ.

## Виступи за збірну
1980 року був включений до олімпійської збірної СРСР на домашню олімпіаду, на якій допоміг команді здобути бронзові нагороди турніру.
Того ж року провів один матч у складі національної збірної СРСР.

## Титули і досягнення
- Бронзовий олімпійський призер: 1980

| Дата       | Місто  | Господарі | Результат | Гості | Турнір           | Голи | Примітки |
| ---------- | ------ | --------- | --------- | ----- | ---------------- | ---- | -------- |
| 12/07/1980 | Москва | СРСР      | 2 – 0     | Данія | товариський матч | -    | 72'      |
| Усього     |        | Матчів    | 1         |       | Голів            | 0    |          |